# セント・ジョージ教区 (アンティグア・バーブーダ)
セント・ジョージ教区（セント・ジョージきょうく、英語: Saint George Parish）とは、アンティグア・バーブーダのアンティグア島北部に位置する行政教区である。政庁所在地はパーハムであるが、パーハムは東に隣接するセント・ピーター教区に位置していることから、教区内の都市であるピゴッツとする場合がある。オズボーンにVCバード国際空港が所在している。
面積は23.9平方キロメートルで、教区では最も小さい（属領を含めた場合はレドンダ島が最下位となる）。人口は8,817人（2018年推定）。

## 主要都市
- カーライル（Carlisle）
- ピゴッツ（Pigotts）
- オズボーン（英語版）（Osbourn）
- シービュー・ファーム（英語版）（Sea View Farm）